# Walther Neumann
Walther Carl Julius Neumann (* 8. August 1888 in Rostock; † 13. Juni 1951 in Berlin) war ein deutscher Historiker und Gymnasialleiter.

## Leben
Nach dem Abitur 1906 studierte er in Rostock und München. Er legte 1911 das Staatsexamen in Latein, Griechisch und Geschichte ab. 1913 wurde er an der Universität Rostock mit einer historischen Arbeit promoviert. Während des Ersten Weltkrieges wurde er 1918 Oberleutnant. Nach dem Krieg arbeitete er zunächst am Gymnasium in Schwerin, 1924 wurde er Direktor der Großen Stadtschule Rostock, des traditionsreichen humanistischen Gymnasiums von Rostock. Obwohl er in der Weimarer Republik einer der demokratischen Parteien angehörte, beließen ihn die Nationalsozialisten 1933 im Amt. Nach 1945 leitete Neumann als Direktor die neu- und altsprachlichen Zweige aller Rostocker Oberschulen. 1948 wurde er als Direktor durch den Kommunisten Eggert ersetzt, war aber noch bis zum Abitur 1950 als Latein- und Griechischlehrer in Rostock tätig. Danach verließ er Rostock und wurde an die Akademie der Wissenschaften in Berlin versetzt. In Berlin starb er am 13. Juni 1951. Er schrieb auch Bücher in plattdeutscher Sprache.

## Schriften
- Die deutschen Königswahlen und der päpstliche Machtanspruch während des Interregnums, Berlin 1921.
- Hillig Nacht. En Krippenspiell, Schwerin 1926.
- Die große Stadtschule zu Rostock in 3½ Jahrhunderten, Rostock 1930.
- Wi von dei Viert. Söß Mond an dei rumänisch Front, Rostock 1935.